# へりぽビデオ
へりぽビデオは、日本のアダルトビデオメーカーの一つである。主にフェチ作品・マニア向けの作品を中心にリリースしていた。略称は「へりぽ」。オフィシャルサイトでの表記は平仮名で「へりぽ」だが、「ヘリポ」と片仮名で表記されている場合もある。英語表記では｢Helipo｣。

## 概要
｢M男専門｣と銘打っている通り、マゾの男性向けに特化した作風である。
パッケージにも明記してあるが、大半の作品は実録出版の協力の元で制作している。作品の発売の年間で数本しかないほどリリースが不定期である。
2009年11月よりハッピー池田が監督として参加。
2011年6月の『完全受身宣言！痴女お姉さんにされたいこと』(出演:大槻ひびき、監督:まこちん)が最後の新作と見られる。

## 主な出演女優
- 常夏みかん
- 眞雪ゆん
- 椎名りく
- 彩芽はる
- 野中あんり
- 飯島くらら
- 佐伯奈々
- YOKO
- 宮崎あい
- 七咲楓花
- 真咲南朋
- 若林美保
- 細川まり
- 三浦加奈
- 星優乃
- RUMIKA
- 大隈恵令奈
- 加藤ツバキ
- 村上里沙
- 藤崎クロエ
- 戎レイナ
- あすかみみ
- 芹沢恋
- 葉月しおり
- 芽衣奈